# Britannic w niebezpieczeństwie
„Britannic” w niebezpieczeństwie (org. Juggernaut) – brytyjski thriller z 1974 w reżyserii Richarda Lestera. 

## Opis fabuły
Z Wielkiej Brytanii do USA wypływa liniowiec „Britannic”. Jego armatorzy otrzymują telefon – pewien maniak, występujący pod pseudonimem „Juggernaut” informuje, że na pokładzie statku znajduje się kilka bomb, których eksplozja w wypadku niezapłacenia 500 tys. funtów, zatopi statek wraz z 1200 pasażerami. Do rozbrojenia ładunków zostaje wezwany komandor Anthony Fallon – saperski specjalista brytyjskiej marynarki wojennej. Zadanie z którym przychodzi mu się zmierzyć jest jednak czymś zupełnie nowym w jego służbie i wysoce skomplikowanym. Bomby z którymi ma do czynienia na „Britannicu” to techniczne majstersztyki sztuki minerskiej. Podczas prób rozbrojenia ich klasycznymi metodami ginie kilku saperów z zespołu Modena i osób przypadkowych. Gdy wydaje się, że okręt i jego pasażerowie są już straceni, prowadząca intensywne śledztwo policja londyńska wpada na trop emerytowanego pracownika Royal Navy Sidneya Bucklanda – konstruktora bomb. Fallon i Buckland znają się doskonale – ten pierwszy jest byłym uczniem tego drugiego. Komandor podejmuje ostatnią próbę rozbrojenia bomb, usiłując drogą radiową uzyskać do przesłuchiwanego Bucklanda podpowiedź jak zneutralizować ładunki. Ten do końca jednak pragnie dopiąć swego, podając Fallonowi fałszywe wskazówki. Jednak wiedzionemu intuicją Fallonowi, w ostatnich minutach przed eksplozją udaje się unieruchomić zapalniki bomb.  

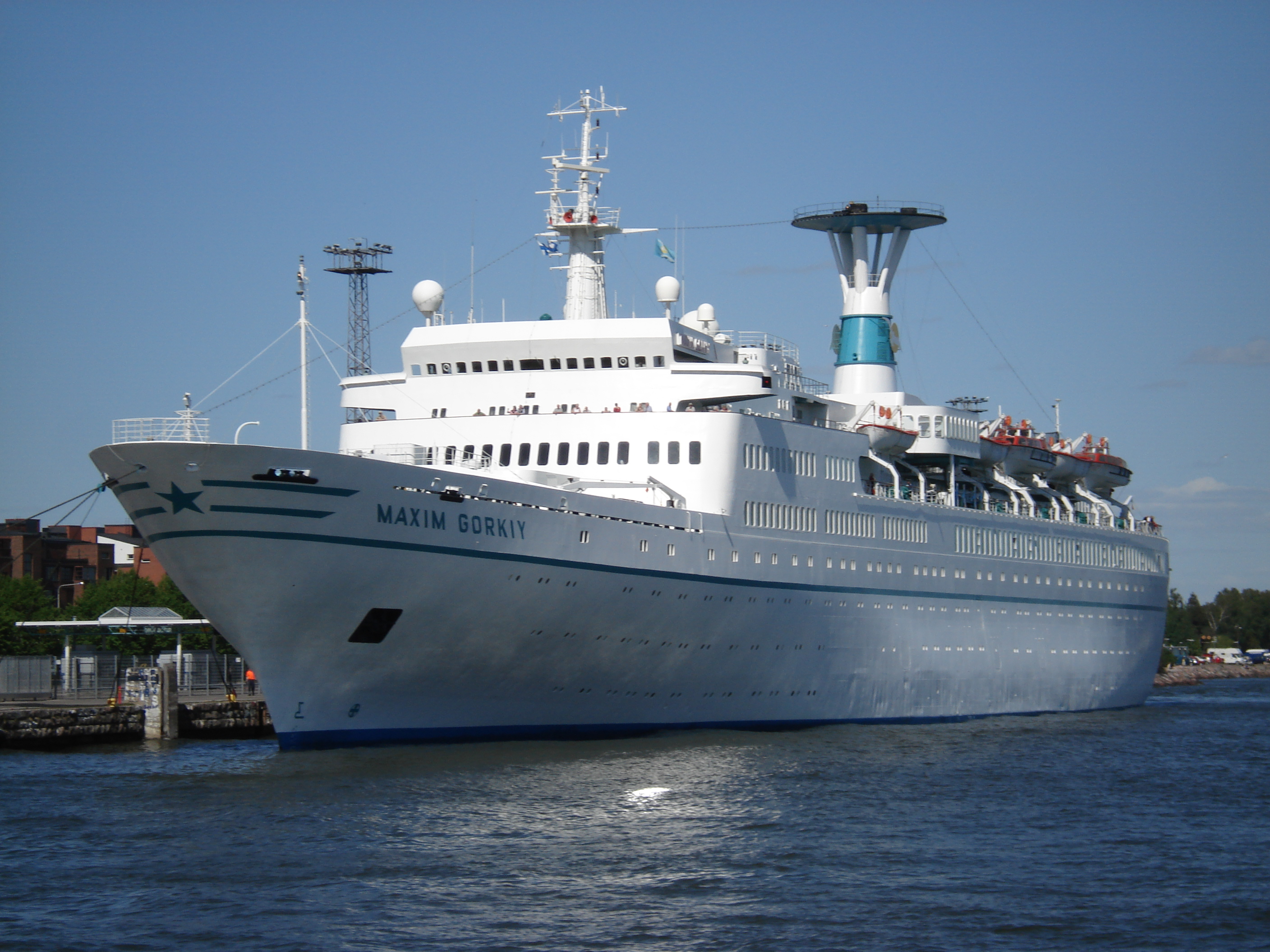
Radziecki „Maksim Gorki”, który w filmie został użyty jako liniowiec „Britannic”

## O filmie
Inspiracją scenariusza filmu były autentyczne wydarzenia jakie rozegrały się w 1972 roku, kiedy to na skutek fałszywego alarmu bombowego grupa komandosów ze „Special Boat Service” brytyjskiej „Royal Marines” została zrzucona na spadochronach do Morza Północnego u burt liniowca „Queen Elizabeth 2”. 
Zdjęcia do filmu kręcono na pokładzie byłego, wschodnioniemieckiego wycieczkowca „Hamburg”, wyczarterowanego od ZSRR, gdzie od 1974 pływał pod nazwą „Maksim Gorki”. Pozostałe sceny były filmowane w „Pinewood Studios” i w Szpitalu św. Tomasza w Londynie (którego jeden z pokoi posłużył za gabinet z widokiem na Tamizę dyrektora linii żeglugowej). 
Film był wyświetlany w kinach polskich w II-iej połowie lat 70. oraz był emitowany w polskiej telewizji w latach 80. Zyskał sobie bardzo przychylne recenzje krytyków, jako dramat "sensacyjny z prawdziwego zdarzenia".

## Obsada aktorska
- Richard Harris – komandor Anthony Fallon
- Omar Sharif – kapitan „Britannica”
- David Hemmings – Charlie Braddock
- Anthony Hopkins – śledczy John McLeod
- Shirley Knight – Barbara Bannister
- Ian Holm – Nicholas Porter
- Clifton James – pasażer Corrigan
- Roy Kinnear – oficer rozrywkowy
- Caroline Mortimer – Susan McLeod
- Mark Burns – I-szy oficer Hollingsworth
- John Stride – Hughes
- Freddie Jones – Sidney Buckland („Juggernaut”)
- Julian Glover – komandor Marder
- Cyril Cusack – więzień O'Neil
- Michael Hordern – Baker
- Jack Watson – główny mechanik pokładowy
- Roshan Seth – steward Azad
- Kenneth Colley – śledczy Brown
- Kenneth Cope – Bridgeman
- John Bindon – Driscoll
- Ben Aris – pasażer na pokładzie spacerowym
- Tom Chadbon – człowiek odbierający walizki
- Michael Hordern – pracownik na torze psich wyścigów
- Simon MacCorkindale – sternik

i inni.